# Murr (rivier)
De Murr is een 51 km lange, rechtse zijrivier van de Neckar in de Duitse deelstaat Baden-Württemberg. Zij stroomt in overwegend westelijke richting door de Rems-Murr-Kreis en de Landkreis Ludwigsburg.
De bron van de Murr ligt 3 km te zuiden van de stad Murrhardt in het Murrhardter Wald, op een hoogte van 455 m.
De monding in de Neckar, bij Marbach am Neckar ligt op een hoogte van 190 m.

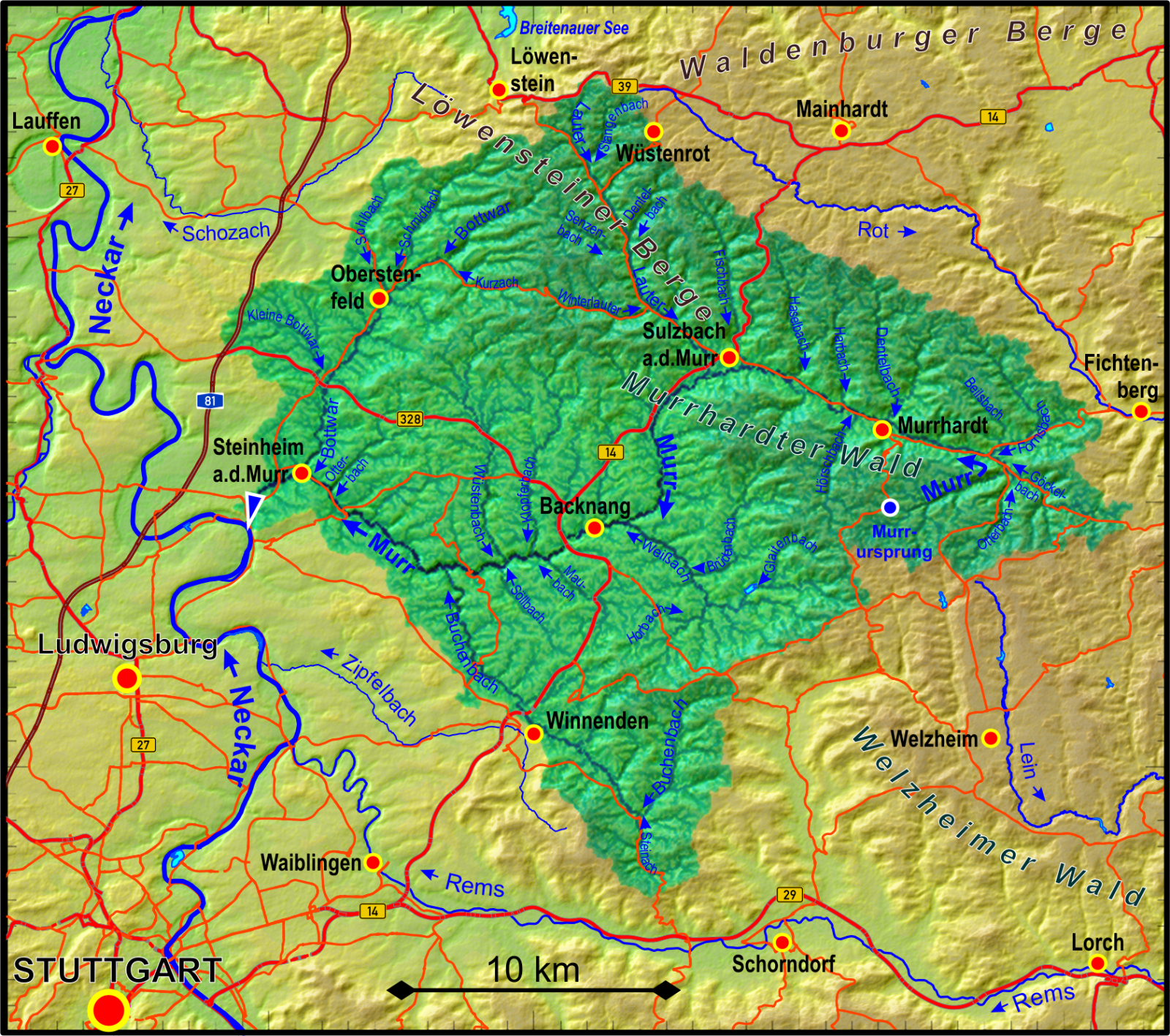
Stroomgebied van de Murr

Het stroomgebied bedraagt zo'n 500 km². De grootste plaats aan de rivier is Backnang.
De belangrijkste zijrivieren zijn:
- Buchenbach (25 km)
- Bottwar (18 km)
- Lauter (15,2 km)
- Wüstenbach (12,9 km)
- Weissach (12 km)
- Klöpferbach (10,2 km)

- Gemeinsame Normdatei: 4101794-8
- Virtual International Authority File: 234619173